# Onthophagus medius
Onthophagus medius là một loài bọ cánh cứng trong họ Bọ hung (Scarabaeidae).